# Club de Deportes Melipilla
El Club de Deportes Melipilla es un club  de fútbol de Chile con sede en la ciudad de Melipilla, Región Metropolitana de Santiago. Fue fundado el 24 de enero de 1992, como sucesor del Club Deportivo Soinca Bata.
La institución obtuvo dos títulos de Primera B (2004 y 2006), en Primera División participó de cinco temporadas.
El club ejerce su localía en el Estadio Municipal Roberto Bravo Santibáñez, inaugurado en 1942 y con una capacidad para 6500 espectadores. Actualmente disputa sus partidos como local en el Estadio Soinca Bata, por la remodelación del Estadio Roberto Bravo Santibáñez.

## Historia

### Sus inicios y su primera participación en Primera División
Deportes Melipilla se convirtió en sucesora de Soinca Bata (club fundado el 1 de julio de 1963,) el 24 de enero de 1992, en lo que respecta a los derechos federativos, pues la empresa de calzado Bata, no podía seguir sosteniendo los gastos de mantener un club en el fútbol profesional. Así, el Club de Deportes Melipilla heredó el plantel de Soínca Bata y tomó su cupo en la Segunda División. Ese mismo año, Deportes Melipilla logró ascender a Primera División en la Liguilla de Promoción, pero en esa misma instancia descendió al año siguiente, motivo por el cual se le comenzó a catalogar de "equipo ascensor".
El equipo se mantuvo en la Segunda División entre 1994 y 2004. Durante este lapso, el equipo mantuvo campañas irregulares, en algunas de las cuales estuvo cerca del descenso a Tercera División y en otras del Ascenso a Primera División, como en el año 2000, cuando peleó palmo a palmo con Unión San Felipe y Rangers, equipos quienes finalmente terminaron subiendo ese año a Primera División.
Hubo una gran cantidad de excelentes jugadores en este periodo entre los cuales se destacan Mario Araya, Luis Cueto, Rodrigo Romero, Aníbal Pinto, Ronny Fernández, Alejandro Tello, Iván Arenas y Juan Carlos Ibáñez, por nombrar algunos.

### El primer campeonato (2004)
En el año 2004, obtuvo su primer título profesional en la Primera B del fútbol chileno, de la mano de Juan Ubilla, saliendo invicto en la fase final del campeonato. Melipilla logra alzar la copa del campeonato en Talcahuano, en el Estadio el Morro de Talcahuano derrotando a Naval, y celebrando el ascenso derrotando a O’Higgins, por 3 goles a 0. En ese plantel que logró el ascenso, el equipo tenía buenas figuras como el portero argentino Christian Traverso, que era el capitán de ese equipo.

### Equipo ascensor (2005)
En el año 2005, su paso por la Primera División fue muy corto, ya que al igual que en 1993, descendió a Primera B al final del campeonato, cayendo en la Liguilla de Promoción ante O’Higgins, por un marcador global de 4 a 3. Este año el debut fue muy doloroso, ya que Universidad Católica los vapuleo por 5 goles contra 0; su primera victoria de aquel año, la logró de visita en la tercera fecha, derrotando a Deportes Puerto Montt por 1 gol a 0, el tanto lo convertiría Alexis Jiménez, siendo este el primer gol del equipo en la temporada.
La temporada fue muy irregular, debido a eso Juan Ubilla fue cesado de sus funciones, siendo reemplazado por el experimentado Guillermo Páez. En el debut, el "Loco" logró un empate 1 a 1 contra Universidad de Chile, el gol nuevamente fue marcado por Alexis Jiménez, se lograron resultados importantes como el empate 2 a 2 contra Colo-Colo en el Monumental.
En el Campeonato de Clausura, el inicio fue muy prometedor, ya que se le gana en el partido inicial a Huachipato por 1 gol contra 0; pero poco a poco, la buena campaña la que hace ganar casi todos los partidos de local por 1 a 0, se empieza a desinflar, la génesis de esto empieza con la derrota de local contra Universidad Católica por 1 gol a 0, después de local se le gana a Rangers 4 a 1 y desde ahí el equipo perdió todos los partidos, que le quedaban logrando una luz de esperanza en la Liguilla de Promoción, la cual perdió contra O'Higgins por 1 gol a 0 de visita y un empate a 3 goles de local. En ese año, el club se reforzó con jugadores como el brasileño Alan Monegat, el argentino Maximiliano Zanello y los chilenos Freddy Ferragut, Ricardo Queraltó, Roberto Gutiérrez y el mundialista chileno de Francia 98', Rodrigo Barrera, quienes no fueron capaces de salvar del equipo del descenso, tras perder esa Liguilla de Promoción ante el equipo rancagüino.
Ese año, el equipo desciende junto a Unión San Felipe y Deportes Temuco a Primera B, ya que los equipos sanfelipeños y temuquenses, bajaron por ser los 2 peores equipos del campeonato de Primera División de ese año, al término de los 3 años del descenso programado.

### El segundo campeonato profesional (2006)
Con el ánimo bajo, el equipo participa en el campeonato de Primera B, bajo la dirección técnica del debutante técnico Luis Musrri, el equipo debuta con una derrota contra Deportes Temuco por 1 gol a 0 de visitante. Su única derrota de local en aquel campeonato, la sufrió con Curicó Unido, por 2 goles contra 1. El partido con Ñublense en Chillán, significaría el despegue definitivo, ya que el equipo vapuleó al local por 4 goles contra 1, logrando compartir la punta con Curicó Unido, terminando la primera rueda queda puntero solitario, lo mismo pasaría en la segunda rueda.

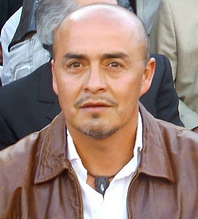
El exfutbolista Luis Musrri comenzó su carrera como entrenador en 2006, dirigiendo a Deportes Melipilla. Aquel año se coronó campeón de la Primera B con los melipillanos, y ascendió a la Primera División para la siguiente temporada.

En el octogonal final, volvió esa irregularidad que mostró en la primera rueda, ya que el equipo comenzaba ganando los partidos y terminaban empatándoselos en la hora, el anhelado ascenso lo logró contra Lota Schwager derrotándolo por 2 goles a 0 y alzando la copa, cuando empató 1 a 1 con Curicó Unido de visitante, logrando así su segundo título profesional.

### Los dos años seguidos en Primera División (2007-2008)
En el año 2007, fue dirigido por el técnico Luis Musrri llevando a Deportes Melipilla a su mejor campaña en Primera División, quedando en noveno puesto de la general. Luis Musrri dejaría el equipo en el Campeonato de Clausura, en medio de divergencias con la dirigencia del club, siendo remplazado por su excompañero de Universidad de Chile, Ronald Fuentes y logrando una campaña similar al Apertura con grandes triunfos, como el logrado contra Universidad Católica.
El año 2008, fue un año difícil para Deportes Melipilla, que culminó último el Torneo de Apertura 2008. Luego de 12 fechas, renunció Ronald Fuentes y fue reemplazado por Ricardo Dabrowski, quien no logró subir el rendimiento del equipo. Durante el Torneo de Clausura, Dabrowski fue reemplazado por José Díaz. El 4 de octubre, tras caer ante Huachipato en el Estadio Municipal de Concepción por 2 goles a 1, se sentencia el regreso de Deportes Melipilla a la Primera B, aún faltando solo 4 fechas, para que terminase dicho torneo.

### El regreso a Primera B y el descenso a Tercera División (2009)
La temporada 2009 fue muy compleja. La mala situación económica arrastrada de años anteriores, dejó al club con grandes deudas. La complicada situación condujo a la búsqueda de inversionistas, proceso en el cual llega el neerlandés Jorrit Smink, quien además asumió como director técnico. La gestión del neerlandés, no fue una de las mejores, ya que al pasar 7 fechas sólo logró 3 puntos, dejando al ahora renombrado Corporación de Deportes Melipilla, muy complicado con el descenso.
Después de la destitución del neerlandés, llega a la banca del equipo un antiguo jugador del club y en ese momento, entrenador de las series inferiores: Emiliano Astorga. Con él a cargo del equipo, este mismo logra un espectacular ascenso, en su juego logrando ganar partidos de local y dar vuelta unos partidos imposibles, como el que jugó con Provincial Osorno (4-3). Sin embargo, cuando se le gana a Santiago Wanderers, por 1-0 en Playa Ancha de Valparaíso, comienza la debacle ya que la ANFP, los castiga con la resta de 6 puntos, por el no pago de cotizaciones previsionales.
El 22 de junio, la Comisión de Control de Gestión Económica de la ANFP, decidió descender automáticamente a Deportes Melipilla a la Tercera División A, ya que durante varios meses, el club no cumplió con la planilla de pago de sueldos ni liquidaciones de remuneraciones; con la presentación de los comprobantes de pago de las cotizaciones previsionales de AFP, ni con la presentación de comprobantes de pago de salud de los jugadores.
Con la confirmación del descenso para fin de año, el equipo no bajo los brazos y con la resta de puntos y todo, logró ganar casi todos los partidos del Clausura. La dirigencia apelo al descenso, logrando que le quitaran la pena de la pérdida de categoría y cambiándola con la resta de 21 puntos; aun así, el equipo salía con todo a la cancha, logrando un 12.º lugar con 39 puntos por sobre Unión La Calera y Deportes Copiapó, descendido deportivamente con 30 puntos.
Pero el día 6 de noviembre del mismo año, el Tribunal de Disciplina de la ANFP,  cambia la sanción de los 21 puntos, por la del descenso directo. Con esto, el club deberá jugar en Tercera División A en lugar de Deportes Copiapó, quien había descendido en calidad de ser último en la tabla general de la Primera B. Destacaron esta temporada jugadores como Marcos Plaza y Néstor Contreras.

### Deportes Melipilla en la Tercera División (2010-2011)
El 2010 inicia con la incertidumbre de no saber qué sucedería con el club en ese año. Personeros ligados a la sociedad anónima que administraba el fútbol profesional de Deportes Melipilla insistieron ante el Ministerio de Justicia a fin de anular el descenso dictaminado por la ANFP por ir contra los estatutos de la misma, sin embargo restaba por resolver qué sucedería con el plantel de honor.
Finalmente la Corporación de Deportes Melipilla decide asumir a su cargo el primer equipo y forma un plantel para jugar el torneo de Tercera A del año 2010. Bajo la dirección técnica de Luis Abarca, y jugando en la zona sur, el equipo tiene un muy mal inicio de torneo; sin embargo logra remontar y obtener el tercer lugar de la zona, clasificando a la Liguilla por el título. Lamentablemente el cuadro del "Potro Solitario" no consigue el objetivo, y termina en el quinto lugar de la liguilla. Su último partido de la temporada 2010 lo juega ante Colchagua Club de Deportes, ganando por 0-2. Destacados jugadores del plantel 2010 fueron Raúl Gutiérrez, Javier Parraguez y José Durán.
Para el año 2011 los dirigentes melipillanos esperaban contar con la favorable resolución del Ministerio de Justicia respecto de su descenso del año 2009, sin embargo hasta el día de hoy este ministerio no ha resuelto sobre el asunto. Autoridades locales intentaron gestionar la participación de las divisiones inferiores y el fútbol femenino de Deportes Melipilla un año más en los torneos de la ANFP, fracasando en el intento. A menos de un mes de iniciarse el torneo de Tercera A 2011 la participación del club en el mismo era incierta. Solo la decisión de la Ilustre Municipalidad de Melipilla de respaldar al club ante ANFA permitió contar con los recursos para que el equipo jugara un año más.
Pocos días antes del inicio del torneo el conocido director técnico Hernán Godoy, que había dirigido a Deportes Melipilla en 1995, llega para asumir la banca del club; aunque ha aclarado que de manera temporal, hasta que su actual asistente, Víctor Quintanilla (que dirigiera una de las divisiones inferiores del club durante 2010) completara su formación como técnico profesional. Sin embargo producto de la mala campaña (finalizada la primera ronda del torneo el equipo sólo había obtenido 2 puntos de 21 posibles) Hernán Godoy dejó la banca del "Potro" y asumió en el mes de junio otro viejo conocido del club, Guillermo Páez. Al obtener el último lugar de la Zona Norte en la fase regular, debió disputar la liguilla de descenso de la Zona Norte junto a Provincial Talagante, Deportes Quilicura y Trasandino. El elenco melipillano obtuvo 7 puntos en esta liguilla, y aseguró su permanencia en Tercera A.

### El regreso a la ANFP (2012)
Surgido el proyecto de la Segunda División Profesional por parte de la directiva de la ANFP, encabezada por Sergio Jadue, El Caballito es invitado a jugar en ella siendo uno de sus clubes fundadores. A diferencia de otros clubes, que debieron pagar un derecho monetario para participar en esta nueva división, Deportes Melipilla obtuvo el cupo como "compensación" por su descenso administrativo del año 2009, y como manera de que el club depusiera las acciones legales que hasta entonces seguía contra la ANFP por ese tema.
Desde ese momento, "Los Potros" no realizaron ninguna campaña destacable, siempre promediando la medianía de la tabla, incluso peleando en la Liguilla del Descenso en la temporada 2015-16, pero salvándose de perder la categoría.

### A un paso del ascenso
Para el Campeonato 2016-17, D. Melipilla queda colocado en la Zona norte, en la cual termina en segundo lugar un punto más abajo de Barnechea Bajo la dirección del técnico Carlos Encinas, con quien sufrió su única derrota en aquella primera fase. En la fase nacional fue uno de los dominadores del torneo, peleando constantemente el primer lugar con el club Huaicochero, pero fueron los melipillanos quienes llegaron con la primera opción del ascenso a la última fecha. Incluso pudiendo lograrlo la fecha anterior, si ganaban a Malleco Unido de visita y Barnechea tropezaba de local ante Independiente de Cauquenes, pero ninguno de aquellos resultados se concretaron, dejando la definición para la última jornada. Allí, Melipilla tenía todo para coronarse en su estadio, pero ocurrió lo impensado, porque "Los Potros" solo consiguieron un empate 3-3 ante Independiente, mientras que a la misma hora Barnechea goleó 6-0 a Naval de Talcahuano en el Estadio El Morro, logrando el primer lugar de la tabla y único ascenso al Torneo de Transición Primera B 2017. A pesar de aquello el elenco blanco queda con el premio de acceder a un partido de definición contra el ganador del Transición 2017 de la Segunda Profesional, por un cupo directo a la Primera B 2018.

### El ascenso a Primera B (2017)
Después de un irregular Torneo de Transición 2017, el conjunto del "Potro Solitario" llegó a la final bajo la dirección técnica de Carlos Encinas contra Deportes Vallenar, campeón de dicho torneo. En el partido de ida, Melipilla venció por la mínima como local. En la vuelta, jugada en el Estadio Nelson Rojas de Vallenar, fue el elenco verde quien se impuso con un marcador de 2-1, lo que llevó a la definición a penales. Allí, cuando el resultado era favorable para Deportes Melipilla por 3 a 2, el jugador nortino Juan Silva se detuvo en plena carrera en su disparo, y el juez del partido Eduardo Gamboa hizo repetir el lanzamiento, que fue nuevamente convertido en gol, siendo que las reglas que impone la FIFA, particularmente desde junio del 2017, obligan a que el árbitro amoneste al lanzador y marque aquel penal como fallido (con lo que Deportes Melipilla se coronaba como el ganador, y con ello, ascendido a Primera B). Finalmente los de la Provincia de Huasco se impusieron por 5 a 4, subiendo de categoría.
Sin embargo, dos días después, el 21 de diciembre, tanto el Comité Arbitral como la ANFP, reconocieron el fallo del juez Gamboa y decidieron conjuntamente, que la tanda de penales debe repetirse 8 días después, en un estadio neutral. El 27 de diciembre de 2017, en el Estadio La Portada de La Serena, Deportes Vallenar no se presentó a la repetición de la tanda de penales, mientras que Deportes Melipilla sí lo hizo, por lo que el nuevo juez asignado, Roberto Tobar, dio por ganador a Deportes Melipilla, mientras que una hora después, la ANFP a través de un comunicado publicado en su sitio web oficial, declaró oficialmente como vencedor a los Potros y de paso, ratificó su ascenso a Primera B.

### Nuevo ascenso a Primera División y descensos en años consecutivos (2021-2022)
El 7 de febrero de 2021, Deportes Melipilla consiguió volver a la máxima categoría del fútbol chileno, después de 12 años de ausencia (cuya última aparición en la serie de honor, fue en la temporada 2008), tras derrotar por un marcador de 3-1 en penales a Unión San Felipe, en la revancha de la Final de Ascenso. Esto luego de que los Potros, ganaron por 1-0 precisamente en la vuelta, tras perder por el mismo marcador en la ida. Anteriormente, el equipo dirigido por John Armijo (quien reemplazó al argentino Héctor Adomaitis en la banca, durante la Fase Regular), dejó en el camino a Deportes Puerto Montt y Rangers, tras terminar en la quinta posición en la Fase Regular del Torneo de la Primera B.
Tras el término de la fase regular del torneo de Primera División chileno de 2021, en donde Deportes Melipila terminó en la 14° posición, salvándose del descenso, se ingresó una denuncia realizada por alrededor de 12 equipos del fútbol chileno y la directiva de la ANFP, en la cual se acusó al conjunto melipillano de "dobles contratos" y "pagos en negro" a jugadores del plantel. Entre las pruebas, están los testimonios de los exjugadores melipillanos José Huentelaf y Ricardo Fuenzalida, quienes indicaron haber recibido dineros por fuera de sus contratos durante el año 2020. En primera instancia, el 27 de diciembre de 2021, Deportes Melipilla fue expulsado por la Primera Sala del Tribunal de Disciplina de la ANFP, debido a las irregularidades denunciadas; sin embargo, el 13 de enero de 2022, la Segunda Sala del Tribunal revocó su expulsión y determinó la pérdida de seis de los puntos obtenidos durante el torneo 2021, provocando con ello su descenso directo a Primera B 2022.
Durante los primeros partidos del torneo de Primera B de 2022, las críticas por lo acontecido en el torneo anterior cayeron en el exentrenador y dirigente melipillano Carlos Encinas como del expresidente y actual director de la SA, Luis Bustos, contra quienes los hinchas expresaron su malestar a través de cánticos.
Tras una temporada donde contaron con 3 entrenadores diferentes, el 24 de octubre de 2022 tras caer derrotado 1:2 ante Deportes Santa Cruz, Melipilla consumó un nuevo descenso, esta vez a la Segunda División Profesional. El dirigente del club Luis Bustos culpó directamente a Carlos Encinas del mal año del club, además de haberse revelado una relación financiera entre Deportes Melipilla y Lautaro de Buin, usando ingresos económicos del primero para solventar económicamente al segundo. El mismo Bustos indicó esperar que Encinas se deshaga de las acciones con que cuenta en el club melipillano. En enero de 2023, se anunció que Encinas y su esposa Sonia Carozza vendieron las acciones que tenían en el club melipillano, abriendo paso a inversores de la comuna.

## Uniforme
Antiguamente sólo se usaba una camiseta blanca, con la insignia de Bata en el abdomen, cuando Melipilla ascendió a la Primera División tras derrotar a Everton en la Liguilla de Promoción 1992 su indumentaria pasa a ser Adidas y como nuevo "patrocinador" la Empresa Avícola Ariztía la que se mantiene como patrocinador del club hasta el día de hoy.
Desde el 2000 y hasta el 2005 se usó como uniforme alternativo una camiseta azul marino con franjas amarillas, siendo en el 2004 un modelo parecido a la camiseta de Everton de Viña del Mar, todavía seguía Adidas vistiendo a Deportes Melipilla, pero el 2005 después de 8 años con la marca alemana se cambia a Lotto como su nueva indumentaria.
Luego en el 2006 se volvió a la normalidad, a usar una camiseta blanca con rayas azules y viceversa para su camiseta alternativa.
El año 2009 su uniforme permanece con los mismos colores, pero esta vez su patrocinador es la marca Training Professional.

### Uniforme titular
| 1997 | 2013 | 2017 | 2019-20 | 2020-21 | 2021 | 2022 |

### Uniforme alternativo
| 2019-20 | 2020-21 | 2021 | 2022 |

### Tercer uniforme
| 2019 |

### Patrocinadores
| Período   | Proveedor             |
| --------- | --------------------- |
| 1993-1994 | Adidas                |
| 1995-1996 | Uhlsport              |
| 1996-2004 | Adidas                |
| 2005-2008 | Lotto                 |
| 2009-2023 | Training Professional |
| 2024-     | Givova                |

| Período | Auspiciador |
| ------- | ----------- |
| 1992    | Bata        |
| 1993-   | Ariztía     |

## Estadio
El Estadio Municipal Roberto Bravo Santibáñez se ubica en la ciudad de Melipilla, en la Región Metropolitana de Santiago, en la intersección de las calles Ortúzar y Benítez. Fue inaugurado en mayo de 1942 por don Roberto Bravo Santibáñez, quién era el alcalde de Melipilla en dicha ocasión, y además la persona que donó los terrenos para construir dicho recinto deportivo.
El Estadio tiene una capacidad actual de 6500 espectadores aprox. cómodamente sentados, ya que en el 2007 se agrandó la galería Oriente hacia el sur. En él se disputan los partidos de local de Deportes Melipilla.
En el año 2018 finalmente llegó el anhelado proyecto de remodelación del estadio por parte de las autoridades correspondientes, dando un monto estimado a los $5.000.000.000 para el proyecto que le cambiará la cara al Roberto Bravo Santibáñez contempla la construcción de graderías de hormigón con butacas individuales, camarines, servicios higiénicos y oficina de boleterías, además de la construcción de rampas de acceso a graderías y locaciones para minusválidos. También incorpora una pista de recortán de seis pistas en el óvalo y ocho pistas en los 100 metros.
El proyecto también se hace cargo de zonas exteriores de circulación, estacionamientos y áreas verdes.
Se espera que en la primera quincena del mes de agosto se comience con las obras de remodelación del  Estadio Municipal Roberto Bravo Santibáñez. Dicha remodelación se daría por etapas y se estima que la primera etapa de las obras terminen en el año 2021.

## Datos del club
- Temporadas en 1.ª: 5 (1993; 2005; 2007-2008; 2021)
- Temporadas en 1B: 19 (1992; 1994-2004; 2006; 2009; 2018-2020; 2022)
- Temporadas en 2.ª: 10 (2012-2017; 2023-)
- Temporadas en 3.ª: 2 (2010-2011)
- Mejor puesto en Primera A: 9.º Tabla Acumulada, Apertura - Clausura 2007
- Peor puesto en Primera A: 20.º (Apertura 2008)
- Mejor puesto en Primera B: 1.º (2004; 2006)
- Peor puesto en Primera B: 16.º (2022)

## Jugadores

### Plantilla 2025
- Por disposición de la ANFP, los equipos chilenos en la Segunda División Profesional están limitados a tener en su plantel un máximo de tres futbolistas extranjeros, excluidos aquellos registrados en el Fútbol Formativo.
- Por disposición de la ANFP, el número de las camisetas no puede sobrepasar al número de jugadores inscritos.
- Por disposición de la ANFP el plantel debe utilizar al menos 1638 minutos a juveniles chilenos (nac. 1 de enero de 2003).

### Altas 2025
| Jugador          | Posición      | Procedencia               | Tipo     |
| ---------------- | ------------- | ------------------------- | -------- |
| Luis Santelices  | Portero       | Curicó Unido              | Libre    |
| Esteban Flores   | Defensa       | Universidad de Concepción | Libre    |
| Miguel Escalona  | Defensa       | Provincial Ovalle         | Libre    |
| Nicolás Maturana | Mediocampista | San Antonio Unido         | Libre    |
| Yodilan Cruz     | Mediocampista | Cobresal                  | Préstamo |
| Martín Arévalo   | Mediocampista | Unión Española            | Préstamo |
| Pedro Muñoz      | Delantero     | Deportes Santa Cruz       | Libre    |

### Bajas 2025
| Jugador           | Posición      | Destino              | Tipo            |
| ----------------- | ------------- | -------------------- | --------------- |
| Darío Melo        | Portero       | Universidad Católica | Libre           |
| Cristóbal Vergara | Defensa       | San Luis             | Libre           |
| Camilo Pacheco    | Defensa       | Bandera de ?         | Libre           |
| Mario Sandoval    | Mediocampista | Deportes Limache     | Libre           |
| Carlos Opazo      | Mediocampista | Bandera de ?         | Libre           |
| Matías Pavez      | Mediocampista | Deportes Linares     | Libre           |
| Bryan Taiva       | Delantero     | Santiago Morning     | Libre           |
| Franco Ortega     | Delantero     | Magallanes           | Libre           |
| Josué Ovalle      | Delantero     | Deportes Limache     | Libre           |
| Kevin Rojas       | Delantero     | Bandera de ?         | Libre           |
| Gabriel Harding   | Delantero     | Bandera de ?         | Fin de préstamo |

## Entrenadores

### Cronología
Los entrenadores interinos aparecen en cursiva.
- Guillermo Páez (1992)
- Manuel Rodríguez Vega (1992)
- Claudio Mendoza (1992)
- Juan Páez (1993)
- Leonel Herrera (1994)
- Claudio Mendoza (1994)
- Luis Ahumada (1995)
- Hernán Godoy (1995)
- Guillermo Páez (1996)
- Humberto Cruz (1996)
- Gustavo Cortés (1997)
- Guillermo Páez (1998)
- Horacio Rivas (1999-2000)
- Rodolfo Dubó (2001)
- Guillermo Páez (2001)
- Gustavo Huerta (2002)
- Juan Ubilla (2002-2005)
- Guillermo Páez (2005)
- Luis Musrri (2006-2007)
- Ronald Fuentes (2007-2008)
- José Díaz (2008)
- Ricardo Dabrowski (2008)
- José Díaz (2008)
- Jorrit Smink (2009)
- Emiliano Astorga (2009)
- Luis Abarca (2010)
- Hernán Godoy (2011)
- Guillermo Páez (2011)
- Orlando Mondaca (2012)
- Luis Fredes (2013)
- Nelson Cossio (2013-2014)
- Rodrigo Meléndez (2014)
- Nelson Cossio (2014-2016)
- Carlos Encinas (2016-2018)
- Jorge Miranda (2018)
- Rodrigo Córdova (2018)
- Gino Valentini (2018)
- Héctor Adomaitis (2018)
- Carlos Encinas y Jorge Contreras (2019)
- Héctor Adomaitis (2019-2020)
- John Armijo (2020-2021)
- Jesús Escalante (2021)
- Cristián Arán (2021)
- Ariel Pereyra (2022)
- Jaime Vera (2022)
- Eros Pérez (2022)
- Hernán Peña (2023)
- Víctor Quintanilla (2023-2025)
- Marcelo Palma (2025-)

## Palmarés

### Torneos nacionales
- Primera B de Chile (2): 2004, 2006
- Subcampeón de la Segunda División Profesional (3): 2016-17, 2023, 2024